# I.B. Tauris
I. B. Tauris é uma editora educacional e marca da Bloomsbury Publishing. Era uma editora independente com escritórios em Londres e Nova Iorque até sua compra em maio de 2018 pela Bloomsbury Publishing.
É especializada em livros de não ficção sobre estudos asiáticos, história da arte, história da Idade Média e do período moderno, política e relações internacionais, Oriente Médio e mundo islâmico em geral, estudos religiosos, geografia e meio ambiente e cultura visual (incluindo cinema, fotografia e arte contemporânea). Seus livros são direcionados principalmente ao mercado especializado, incluindo acadêmicos e estudantes do ensino superior. A empresa também vende para o público em geral.